# Muralla de Anastasio
La Muralla de Anastasio (en griego : Ἀναστάσειον Τεῖχος  , en turco: Anastasius Suru) o La muralla larga de Tracia (en griego: Μακρὰ Τείχη τῆς Θράκης, turco: Uzun Duvar) es una antigua fortificación de piedra y tierra ubicada 64 kilómetros (39,8 mi) al oeste de Estambul, Turquía, construida por el Imperio Romano de Oriente a finales del siglo V. 

## Construcción
Originalmente de una longitud de casi 56 kilómetros (34,8 mi), se extiende desde Evcik Iskelesi en Çatalca en la costa del Mar Negro a través de la península de Tracia hasta la costa del Mar de Mármara a 6 kilómetros (3,7 mi) al oeste de Silivri (antigua Selymbria). Se extendía de norte a sur a través de los actuales pueblos de Karacaköy, Gümüşpınar, Pınarca, Kurfallı, Fener, Alipaşa y Silivri Altınorak. Los restos de la muralla son visibles en el cruce de Gümüşpınar y Karacaköy, Hisartepe y Yalıköy, Pınarca e İhsaniye y la aldea de Kurfallı. La muralla formó   parte de un sistema de defensa exterior adicional de Constantinopla, capital del Imperio romano de oriente y probablemente continuó en uso hasta el siglo VII. 
Aunque la muralla lleva el nombre del emperador Anastasio I ( r. 491-518), existe evidencia que la fortificación ya existía en el año 469 durante el reinado de León I ( r. 457-474 ) y en el 478 en la era de Zenón ( r. 476-491).  Esta fue mantenida y renovada por Anastasio entre los años 507 y 512. La muralla tenía un grosor de 3,3 metros (10,8 pies) y una altura superior a 5 metros (16,4 pies).Su construcción incluía torres, puertas, fuertes, zanjas y una calzada militar para proteger a Constantinopla de las invasiones de los hunos, eslavos y búlgaros que procedentes del oeste. Un castrum rectangular con dimensiones de 250 metros (820,2 pies)     por 300 metros (984,3 pies) existió también en la sección central de la pared.

## Efectividad
La muralla solo tuvo una efectividad limitada, ya que los bárbaros penetraron la fortificación muchas veces, porque su longitud dificultaba la defensa completa de esta mediante una guarnición limitada, y también porque no era lo suficientemente fuerte debido a su precipitada construcción. 
La muralla cayó en ruinas después de ser abandonada en el siglo VII debido a la dificultad de mantenerla reforzada y reparada. A lo largo de los siglos, la piedra de más de la mitad de la longitud total se reutilizó en la construcción de edificios locales. Se conserva mejor en los bosques del sector norte.